# Hank Marvin
Hank B. Marvin, właśc. Brian Robson Rankin (ur. 28 października 1941 w Newcastle upon Tyne) – brytyjski gitarzysta, lider zespołu The Shadows.
Do inspiracji twórczością Hanka Marvina i The Shadows przyznają się m.in. gitarzyści: Peter Frampton, Eric Clapton, David Gilmour, Brian May, Tony Iommi, George Harrison, Mark Knopfler, Neil Young i Pete Townshend.
Jako dziecko grał na banjo i na pianinie. Pod wpływem muzyki Buddy'ego Holly'ego zainteresował się gitarą. W wieku 16 lat wraz z Bruce'em Welchem wyjechał do Londynu, gdzie spotkał menadżera Cliffa Richarda, który akurat szukał gitarzysty na trasę koncertową Richarda – Marvin przyjął tę rolę pod warunkiem, że do zespołu przyjęty zostanie także Welch. Obaj dołączyli do The Drifters (grupy akompaniującej Richardowi).
Wystąpił u boku francuskiego muzyka Jeana Michela Jarre’a w trakcie koncertu Destination Docklands w Londynie w 1988, wykonując utwór „London Kid”. W 2004, po 13 latach przerwy reaktywował zespół The Shadows, z którym odbył trasę koncertową pt. Final Tour. W związku z sukcesem trasy, została ona powtórzona w 2005.
Uważa się, że był pierwszym użytkownikiem gitary Fender Stratocaster w Wielkiej Brytanii. Instrument ten przywiózł dla niego ze Stanów Zjednoczonych Cliff Richard. Charakterystyczne dla siebie brzmienie osiągał, używając gitary Fender Stratocaster, wzmacniacza Vox (modele AC15 i AC30) i urządzenia pogłosowego (na początku MEAZZI ECHOMATIC).
Od 1986 mieszka w Perth w Australii. Jest Świadkiem Jehowy.

## Dyskografia

### Single
(V) – wokal
| Rok  | strona A                                | strona B                               | miejsce w rankingu UK Singles Chart | Uwagi                                             |
| ---- | --------------------------------------- | -------------------------------------- | ----------------------------------- | ------------------------------------------------- |
| 1968 | London's Not Too Far (V)                | Running Out Of World (V) (The Shadows) | –                                   | Columbia DB 8326                                  |
| 1969 | Goodnight Dick                          | Wahine                                 | –                                   | Columbia DB 8552                                  |
| 1969 | Sunday For Seven Days                   | Sacha                                  | –                                   | Columbia DB 8601                                  |
| 1969 | Throw Down A Line (V)                   | Reflections                            | #7                                  | Columbia DB 8615 (Cliff Richard i Hank Marvin)    |
| 1969 | Slaughter on 10th Avenue (The Shadows)  | Midnight Cowboy                        | –                                   | Columbia DB 8628                                  |
| 1970 | The Joy Of Living (V)                   | Leave My Woman Alone (V) Boogatoo      | #25                                 | Columbia DB 8657 (0Cliff Richard i Hank Marvin)   |
| 1970 | Break Another Dawn                      | Would You Believe It (V)               | –                                   | (wydanie promocyjne)                              |
| 1970 | Break Another Dawn                      | Morning Star                           | –                                   | Columbia DB 8693                                  |
| 1970 | Morning Star                            | Evening Comes                          | –                                   | (tylko w Australii i Nowej Zelandii)              |
| 1977 | Flamingo                                | Syndicated                             | –                                   | EMI 2744 (Hank Marvin Guitar Syndicate)           |
| 1981 | Sacha / Sunday For Seven Days           | Morning Star / Evening Comes           | –                                   | (tylko w Nowej Zelandii) Hank Marvin EP           |
| 1982 | Don't Talk (V)                          | Life Line (V)                          | #49                                 | Polydor POSP420                                   |
| 1982 | The Trouble With Me Is You (remiks) (V) | Captain Zlogg                          | –                                   | Polydor POSP479                                   |
| 1983 | The Hawk and the Dove (V)               | Janine                                 | –                                   | Polydor POSP581                                   |
| 1983 | Invisible Man (V)                       | All Alone With Friends                 | –                                   | Polydor POSP618                                   |
| 1986 | Living Doll                             |                                        | #1                                  | (Cliff Richard i The Young Ones oraz Hank Marvin) |
| 1989 | London Kid                              |                                        | #52                                 | (Jean Michel Jarre oraz Hank Marvin)              |
| 1992 | We Are The Champions (z Brianem May)    | Moontalk / Into The Light (CD)         | #66                                 | Polydor PO 229                                    |
| 1993 | Wonderful Land (z Markiem Knopflerem)   | Hot Rox (CD) / Nivram                  | –                                   | Polydor PO297                                     |

### Albumy
Podano pozycję osiągniętą w UK Singles Chart:
- 1969 Hank Marvin #14
- 1977 Hank Marvin Guitar Syndicate (nie notowany)
- 1982 Words and Music #66
- 1983 All alone with friends (nie notowany)
- 1987 Would You Believe It...Plus
- 1992 Into the light #18
- 1993 Heartbeat #17
- 1994 The Best of Hank Marvin & The Shadows #19
- 1995 Handpicked (nie notowany)
- 1995 Hank plays Cliff #33
- 1996 Hank plays Holly #34
- 1997 Hank plays Live #71
- 1997 Plays the music of Andrew Lloyd Webber #41
- 1997 The Very Best of Hank Marvin & The Shadows The First 40 Years #56
- 1998 You're My World Jane Mcdonald #1
- 1998 Another Side Of Hank Marvin (nie notowany)
- 2000 Twang A Tribute To Hank Marvin & The Shadows (nie notowany)
- 2000 Marvin at the Movies #17
- 2001 The Singles Collection 'The 80's & 90's' Hank Marvin & The Shadows (nie notowany)
- 2002 Guitar Player #10
- 2004 Shadowing The Hits (nie notowany)
- 2004 Guitar Ballads (nie notowany)
- 2007 Guitar Man #6
- 2007 Hank Marvin & The Shadows Play The 60's (nie notowany)
- 2008 The Solid Gold Collection (nie notowany)
- 2011 Introducing The Delectable Ms Kemp